# Борислав Боровић
Борислав Боровић (Пљевља 20. април 1960) српски је политичар и економиста.

## Биографија
Рођен је 20. априла 1960. у Пљевљима. Основну школу и гимназију завршио у Прибоју а Економски факултет у Београду.
Политиком се бави од 1990. Од 1997. до 2000. обавља дужност председника Извршног одбора СО Палилула.
Од 2004. био је помоћник министра за друмски транспорт Министарства за капиталне инвестиције, а од 2007. изабран је за помоћника министра за инфраструктуру Републике Србије.
Аутор је књиге „Нова економска политика са антикризним мерама Нове Србије“. Такође, поред ове књиге аутор је књиге „Забрањена истина“, као и књиге „Политике девизних курсева — опција чврстог динара“.
Био је високи функционер Нове Србије, а данас је члан Народне странке.
Ожењен је и отац двоје деце.